# NGC 4267
NGC 4267 is een elliptisch sterrenstelsel in het sterrenbeeld Maagd. Het hemelobject ligt 54 miljoen lichtjaar van de Aarde verwijderd en werd op 17 april 1784 ontdekt door de Duits-Britse astronoom William Herschel.

## Synoniemen
- UGC 7373
- MCG 2-32-4
- ZWG 70.13
- VCC 369
- PGC 39710